# Cătălin Teniță
Cătălin Teniță (n. 4 octombrie 1977, București, România) este un politician, antreprenor digital și activist civic din București, România.  Este fondator al Treeworks, Zelist Monitor și Geeks for Democracy, specialist în comunicare și comunități digitale, Eisenhower Fellow 2020. În decembrie 2020, a fost ales deputat în circumscripția electorala București din partea Alianței USRPLUS.
În calitate de membru al Parlamentului României, Cătălin Teniță a fost redactat și coințiat proiectul de lege care interzice candidatura persoanelor condamnate penal, incluzând cele pentru corupție și abuz asupra copiilor, în alegerile naționale și locale. A contribuit la îmbunătățirea programelor de masă școlară și a abordat problema hărțuirii sexuale în instituțiile de învățământ. De asemenea, Teniță a contribuit la modernizarea și digitalizarea bibliotecilor, susținând alfabetizarea digitală și accesul la informații. Implicarea sa activă în afaceri internaționale se remarcă prin participarea la acțiunile Alianței Inter-Parlamentare privind China (IPAC) și susținerea inițiativelor privind drepturile sexuale și reproductive și egalitatea de gen.

## Educație și formare
În 1996 a absolvit Liceul Teoretic „Spiru Haret” (devenit ulterior Colegiul Național „Spiru Haret” din București) făcând parte dintr-o clasă cu profil intensiv de informatică.
În 2000 a absolvit Facultatea de Drept a Universității din București, cu o lucrare de diplomă pe teme de Drept Comunitar - „Regimul ajutoarelor de stat în Uniunea Europeană”.
Între 2002 și 2003 a participat la cursurile și examenele de masterat din cadrul Școlii Naționale de Studii Politice și Administrative, fără a-și susține disertația.
În 2018 a participat la cursul „Current U.S. Social, Political, and Economic Issues for Young European Leaders II”, organizat de către Departamentul de Stat al Statelor Unite ale Americii în cadrul programului „International Leadership Visitors Program”.
În toamna anului 2019 a fost selectat să participe la programul de burse Eisenhower⁠(en)[traduceți] din Philadelphia, pentru Global Fellow 2020,  cu un program pentru activarea unui sistem civic in jurul industriilor creative/high-tech. De-a lungul timpului, la acest program au mai participat și Monica Macovei, Laura Ștefan, Irina Anghel-Enescu, Dan Pascariu, Tudor Giurgiu, Vlad Mixich, Vlad Voiculescu.

## Carieră

### Primele activități
În perioada 1995-1997 a fost redactor și traducător la Jurnalul SF publicând peste 100 de materiale (traduceri de povestiri și nuvele, precum și recenzii de carte), precum și traducător pentru Almanah Anticipația. În perioada 1996-2000 a fost redactor de carte pentru Editura Rao și traducător pentru Editura Nemira (Pierdut în timp de Stephen Baxter).
În perioada 2000-2002, după absolvirea facultății, a fost Project Manager și apoi Business Development Manager la RoGenerator (devenit ulterior Neogen), ocupându-se de lansarea și primii ani de activitate ai portalului de joburi BestJobs.ro.

### TreeWorks
În primăvara lui 2002, a fondat alături de doi colegi de liceu, TreeWorks - o companie IT cu activități de programare și de dezvoltare de produse proprii, fiind de atunci managing partner al companiei.
În cadrul acestei companii a dezvoltat produse digitale pentru industria media (platforme pentru trusturile PROTV, Realitatea-Cațavencu, România Liberă, Prima TV, Adevărul Holding, BRAT) precum și aplicații online pentru clienți externi, unul dintre aceștia fiind TripAdvisor.
De asemenea, Treeworks a lansat aplicații proprii de tip comunitate (TPU.ro, Gustos.ro - exit in 2014, Plimbarescu.ro - închis în 2015) precum și software-ul de monitorizare a presei online, presei audio digitale și a social media, Zelist Monitor.

## Implicare civică

### Geeks for Democracy
În vara anului 2016 a devenit cofondator al unui grup de acțiune civică numit Geeks for Democracy, care s-a transformat în asociație non-profit cu personalitate juridica în 2018. Scopul acestei entități este acela de a folosi resursele și know-how-ul din zona industriilor creative (IT, comunicare, design) pentru acțiuni civice  .
Geeks for Democracy a realizat, fie în nume propriu fie în coaliții cu alte asociații și grupuri, acțiuni civice cum ar fi:
- Fiecare Vot Conteaza - platforma de recrutare si training a a observatorilor la vot (in cooperare cu ExpertForum, Funky Citizens, CIVICA Iasi, Ghepart, Observator Electoral)[8][9]
- Fondul pentru Democrație - comunitate de donatori pentru startup-uri civice și pentru jurnalism de investigație[10]
- Sondaje de opinie naționale cu privire la opiniile politice referitoare la subiecte arzătoare ale momentului (februarie 2017 - OUG 13/2017[11] [12] [13], ianuarie 2018 - corelații socio-economice/politice[14], decembrie 2018 - opinia românilor cu privire la gratiere/amnistie pentru infracțiuni de corupție în raport cu cele de drept comun[15] [16])
- Banii noștri - monitorizarea achizițiilor publice din SEAP/SICAP [17]
- AtlasElectoral.eu - analize cu privire la rezultatele și prezenta în alegeri[18]
- Memorialul Decretului - produs cross-media de tip istorie orala a consecințelor nefaste ale Decretul nr. 770 din 1966 prin care se stabilea politici pronataliste extrem de brutale
- Acțiuni creative de susținere a protestelor cauzate de atacurile la adresa justiției în perioada 2017-2019, atât în offline (Piața Victoriei), cât și în online (statulparalel.ro, mitingucujapca.ro) [19][20][21][22][23] [24][25][26][27][28][29][30]
- Oameni Noi în Politică - Inițiativă cetățenească de reformă a legislației electorale pentru simplificarea accesului cetățenilor competenți în politică[31][32][33][34]
- Acțiuni de comemorare publica a eroilor Revolutiei Romane la împlinirea a 29 de ani (2018)[35], respectiv 30 de ani (2019)[36] [37] [38]
- Cumpăraturi la Ușa Ta - inițiativă de răspuns la necesitățile persoanelor în vârstă sau din alte categorii de risc in criza Covid-19 (call center si echipe de  voluntari pentru transport la domiciliu de alimente si medicamente, precum și acțiuni de tip banca mobilă de alimente în comunități defavorizate sau carantinate)[39][40]

## Activitate politică
În ianuarie 2020, Teniță și-a anunțat trecerea din societatea civilă în politică, devenind membru PLUS și fiind ales membru al Camerei Deputaților în alegerile parlamentare din decembrie 2020, în circumscripția electorală București.
La congresul de fuziune dintre Uniunea Salvați România și Partidul PLUS din octombrie 2021, Teniță a fost ales în Biroul Național reprezentând echipa "Curaj România - Împreună USR-PLUS". A candidat pentru funcția de președinte al partidului, clasându-se pe locul doi, în urma lui Cătălin Drulă. 
În septembrie 2022, Teniță a părăsit USR, din cauza diferențelor de opinii privind transparența și democrația internă, alăturându-se Partidului REPER, fondat de europarlamentarii Dacian Cioloș, Dragoș Pîslaru, Ramona Strugariu, Dragoș Tudorache și Alin Mituța. Teniță este membru al Biroului Național al Partidului REPER și co-președinte al filialei București.

### Poziții în comisiile parlamentare:
- vicepreședinte al Comisiei pentru drepturile omului, culte și problemele minorităților naționale
- președinte al Subcomisiei pentru problemele societății civile din cadrul Comisiei pentru drepturile omului, culte și problemele minorităților naționale
- membru al Comisiei permanente comune a Camerei Deputaților și Senatului pentru relația cu UNESCO
- membru al Comisiei pentru cultură, arte, mijloace de informare în masă[45].

În perioada decembrie 2020-februarie 2021 , el a fost vicelider al grupului parlamentar USRPLUS din Camera Deputaților.

### Fără condamnați penal pe buletinul de vot
În iunie 2021, Teniță a redactat și depus în calitate de coinițiator, în urma dialogului cu asociația Salvați Copiii România, proiectul de lege (PL-x nr. 535/2021) de modificare a legislației electorale prin care se propunea interdicția participării în alegerile parlamentare și locale a persoanelor care au fost condamnate pentru infracțiuni grave împotriva copiilor (infracțiuni împotriva vieții, libertății și integrității sexuale, trafic de persoane sau exploatare, rele tratamente aplicate minorului)
În urma negocierilor politice, obiectul propunerii legislative a fost extins astfel încât a acest proiect a fost transformat în cele două legi (legea 294/2022 și legea 295/2022) prin care se consacră interdicția celor condamnați penal cu pedeapsă privativă de libertate de a candida în alegerile locale și parlamentare, realizându-se atfel parțial obiectivul campaniei “Fără Penali în Funcții Publice”.

### Legea „Zero Toleranță pentru Hărțuirea Sexuală în Școli și Universități” (L430/2023)

#### Context și Inițierea Proiectului
Legea nr. 430/2023, cunoscută sub denumirea de „Zero Toleranță pentru Hărțuirea Sexuală în Școli și Universități”, a fost inițiată în urma unui raport alarmant prezentat în iunie 2023 de asociația FILIA  - una dintre cele mai vechi si mai active asociații non-profit din România pentru protejarea drepturilor femeilor. Raportul acesta, alături de altele similare, indica faptul că cel puțin jumătate dintre studente au declarat că li s-au solicitat favoruri sexuale pe durata studiilor. Ca reacție la această situație extrem de dăunătoare pentru dezvoltarea psihică a sute de mii de tienre, deputatul Teniță a demarat proiectul de lege, având ca scop modificarea Codului Penal. Acest proiect a inclus extinderea aplicabilității legislației privind hărțuirea sexuală, astfel încât să cuprindă nu doar mediul profesional (relațiile de muncă), dar și pe cel academic și universitar.

#### Colaborare și Sprijin Transpartinic
Proiectul a beneficiat de o colaborare strânsă din partea societății civile , Teniță și cosiliera Andreea Leonte organizând consultări și prezentări publice împreună cu un număr semnificativ de asociații feministe și practicieni în drept penal. Această colaborare a fost esențială pentru crearea unei propuneri legislative capabile să obțină susținere din întreg spectrul politic. Proiectului s-au alăturat în calitate de coinițiatori deputata Diana Morar (PNL), Maya Teodoroiu (PSD), și Oana Murariu (USR), precum și peste 25 de deputați și senatori semnatari din principalele partide reprezentate în Parlament (REPER, PNL, PSD, USR, UDMR).

#### Modificări Specifice în Codul Penal
Proiectul de lege propunea adăugarea unui nou aliniat la articolul 299 din Codul Penal, care se referă la „Folosirea abuzivă a funcției în scop sexual”. Noua reglementare prevedea că, în cazurile în care personalul didactic din învățământul universitar sau preuniversitar comite abuzuri sexuale împotriva elevilor sau studenților, limitele speciale ale pedepsei vor fi majorate cu o treime.

#### Adoptare și Promulgare
Proiectul de lege a fost supus votului în plenul Camerei Deputaților pe data de 12 decembrie 2023, unde a fost aprobat cu o largă majoritate, înregistrând o singură abținere și 282 de voturi pentru. Ulterior, legea a fost promulgată de Președintele României și a intrat în vigoare ca Legea nr. 430/2023. Această lege reprezintă un pas important în combaterea hărțuirii sexuale în mediul academic și universitar, consolidând protecția drepturilor studenților și elevilor.

### Inițiativele cu privire la programele de masă caldă școlară
Catalin Teniță este un susținător fervent al programelor de masă caldă în școli, considerându-le unul dintre cele mai eficiente instrumente pentru egalizarea accesului la educație. El crede că aceste programe nu doar că sprijină dezvoltarea economiilor locale, dar oferă și mai multă autonomie economică femeilor.
În 2021, Teniță a propus amendamente la ordonanța privind programul-pilot, care au fost parțial însușite de către Guvern. Acestea au fost incorporate în textul legii de aprobare a ordonanței, precum și în ordonanțele anuale subsecvente.
Tot în 2021, Teniță a lucrat alături de echipa sa de consilieri împreună cu Ministerul Sănătății pentru actualizarea Ordinului de Ministru. Această actualizare permite extinderea servirii mesei calde și în unitățile școlare care nu au cantină proprie, asigurând condiții adecvate de igienă în privința transportului și servirii.
În 2022, Teniță a depus un proiect legislativ (Pl-x L735/2022) pentru restructurarea Programului pentru Școli al Uniunii Europene în România, cunoscut sub numele "Cornul și laptele", într-un program modern, actualizat la nivelul de dezvoltare a societății românești, bazat pe nutriție sănătoasă și educație nutrițională, numit "Mic Dejun Sănătos". Principalele modificări propuse sunt:
1. Oferirea Tuturor Componentelor Alimentare Zilnic: Propunerea prevede ca toate componentele alimentare (fructe, legume, lapte, lactate și produse de panificație) să fie oferite elevilor cinci zile pe săptămână, spre deosebire de programul actual unde anumite componente sunt oferite doar câteva zile pe săptămână.
2. Prospețimea Produselor de Panificație: Se sugerează ca produsele de panificație să fie proaspete, comercializate în maximum 24 de ore de la producere, cu excepția zilei de luni. Aceasta va avantaja brutăriile locale și va asigura prospețimea produselor.
3. Suplimentarea Bugetului pentru Copiii cu Intoleranțe Alimentare: Se propune o suplimentare cu 3 lei per beneficiar pentru copiii care suferă de intoleranță la lactoză și/sau gluten, pentru a asigura procurarea produselor adecvate acestora.
4. Licitații Organizate pe Patru Loturi Distincte: Propunerea include reorganizarea procedurilor de licitație în patru loturi separate, circumscrise geografic, pentru a sprijini întreprinderile locale și micii producători, spre deosebire de sistemul actual care avantajează marii furnizori.
5. Monitorizarea Implementării Programului: Se cere monitorizarea implementării Programului la nivelul fiecărei Unități Administrativ-Teritoriale (UAT) și publicarea rapoartelor anuale pe site-urile MADR și APIA, pentru a îmbunătăți transparența și eficiența programului.
Proiectul legislativ a primit votul Senatului (119 voturi "pentru" și o abținere) și se află în dezbaterea Camerei Deputaților, for decizional în această chestiune.

### Inițiativele pentru susținerea Bibliotecilor, Literației Timpurii și Culturii Scrise
Cătălin Teniță a inițiat un proiect de lege pentru alinierea taxei pe valoarea adăugată la cărțile, manualele și publicațiile în format electronic la nivelul celor în format tipărit, adică 5%. Acest proiect a fost aprobat de ambele camere ale Parlamentului României, devenind astfel Legea 294/2021, care modifică articolul 291, alineatul (3), litera a) din Legea nr. 227/2015 privind Codul fiscal.
Teniță a inițiat, de asemenea, constituirea unei echipe de specialiști pentru funcționarea bibliotecilor, care a lucrat la introducerea în Programul Național de Redresare și Reziliență a unui proiect de modernizare și digitalizare a bibliotecilor rurale. Proiectul, cu o valoare de 36,5 milioane de euro din fonduri UE, se adresează unui număr de 110 biblioteci, dintre care 100 sunt publice rurale și 10 sunt județene.
Teniță a inițiat proiectul de legislativ(PL-x nr. 634/2022) care să permită redirecționarea unei cote de 3,5% din impozitul pe venitul persoanelor fizice către biblioteci, așa cum este posibilă redirecționarea către asociații non-profi, culte religioase sau burse private. Proiectul legislativ a primit girul Senatului României, însă este încă în dezbaterea Camerei Deputaților.
Pe durata mandatului său, Teniță a menținut un dialog constant cu reprezentanții bibliotecilor și editurilor, susținând amendamente bugetare pentru finanțarea bibliotecilor și înnoirea fondului de carte și a echipamentelor digitale.

### Inițiative pentru Susținerea Cauzei Ucrainei și a Refugiaților de Război după Invazia Rusiei din 24 Februarie 2022
În lunile următoare invaziei Rusiei în Ucraina, Cătălin Teniță a depus trei inițiative legislative semnificative:
1. L213/2022 (depusă pe 1 martie 2022): Propunere legislativă "Voluntari pentru crize umanitare". Aceasta se concentrează pe stabilirea unor măsuri de protecție socială pentru persoanele care participă la activități de voluntariat în contextul crizelor umanitare și/sau dezastrelor.
2. PL-x nr. 468/2022 (depusă pe 22 martie 2022): Propunere legislativă pentru crearea unui cadru legal menit să reducă riscul de trafic de persoane, în special al femeilor și copiilor refugiați. Inițiativa propune crearea unui mecanism care să interzică persoanelor înregistrate în Registrul național automatizat pentru infracțiuni sexuale, de exploatare a persoanelor sau asupra minorilor, de a intra în contact cu acești refugiați, sub pretextul oferirii de găzduire sau transport.
3. Pl-x nr. 412/2022 (depusă pe 11 aprilie 2022): Propunere legislativă "Solidaritate cu Ucraina pentru interzicerea importului și achizițiilor intracomunitare de petrol, gaze naturale, cărbune și combustibil nuclear provenind din Federația Rusă pe durata agresiunii neprovocate împotriva Ucrainei"
Aceste inițiative legislative reflectă preocuparea lui Teniță pentru gestionarea efectelor crizei umanitare generate de conflictul din Ucraina, precum și pentru securitatea și protecția victimelor războiului.

### Afilieri și reprezentare internațională
Cătălin Teniță este fondatorul și președintele filialei române a European Parliamentary Forum for Sexual and Reproductive Rights (EPF). EPF este o organizație interparlamentară care operează în parlamentele a peste 30 de țări europene, precum și la nivelul Parlamentului European. Aceasta se concentrează pe promovarea drepturilor sexuale și reproductive, aducând în prim-plan teme precum sănătatea reproductivă, egalitatea de gen și drepturile umane. 
Sub conducerea lui Teniță, filiala română a EPF a organizat o serie de conferințe și evenimente, abordând subiecte vitale precum vaccinarea împotriva virusului HPV, promovarea egalității de gen și îmbunătățirea îngrijirii pentru pacienții cu HIV. Datorită angajamentului său profund și al contribuțiilor remarcabile în aceste domenii, în iulie 2023, Cătălin Teniță a fost ales membru al comitetului executiv al EPF. Acest rol îi permite să aibă o influență și mai mare în formularea și promovarea politicilor legate de sănătatea și drepturile sexuale și reproductive la nivel european. Teniță este de asemenea membru al European Cancer Organisation.
Teniță a fondat în aprilie 2022 filiala română a Alianței Inter-Parlamentare privind China (IPAC) - o alianță internațională, interpartinică de parlamentari din țări democratice, concentrată pe relațiile cu Republica Populară Chineză (RPC) și, în special, cu Partidul Comunist Chinez (PCC).
În calitate de copreședinte al IPAC, Teniță a desfășurat numeroase activități pentru limitarea tendințelor autoritare și a încălcărilor drepturilor omului, incluzând inițiative legislative pentru monitorizarea acordurilor subnaționale încheiate cu entități din regimuri autoritare și restructurarea unui regim de sancționare a abuzurilor grave împotriva drepturilor omului, inspirat de legislația Magnitsky a Statelor Unite. De asemenea, Teniță a avut numeroase poziții publice și declarații în susținerea victimelor încălcărilor grave ale drepturilor omului comise de Partidul Comunist Chinez, inclusiv situația uigurilor și procesul politic împotriva lui Jimmy Lai.
Teniță și-a exprimat în nenumărate rânduri susținerea pentru cauza Taiwanului, cerând autorităților române să stabilească relații economice și academice, așa cum au făcut majoritatea țărilor din Uniunea Europeană, și a pledat pentru menținerea status quo-ului și păcii în strâmtoarea Taiwan. În martie 2023, a efectuat o vizită parlamentară la Taipei, unde s-a întâlnit cu președinta Taiwanului, Tsai Ing-wen, cu prim-ministrul și cu alți parlamentari și miniștri, devenind astfel primul oficial ales din România care a realizat acest lucru.

## Premii
Cu Treeworks
- IT&C Romanian Awards 2002  - premiul I pentru produs multimedia (Enciclopedia Virtuala Constantin Brâncuși)

- Internetics Awards 2002 - premiul I pentru Brancusi.ro (categoria site-uri de cultură)

- Internetics Awards 2006 - premiul I pentru ProTV.ro (categoria site-uri media) si Platinium Icon[77]

- Microsoft Award for Innovation/Internetics Awards 2008 - pentru Zelist.ro

- RoWebDesign 2008 - User's Best Friend - Zelist.ro (TreeWorks)[78]

- Internetics Award 2008 - Gustos.ro (categoria site-uri de lifestyle) [79]

- Webstock Awards - Premiul I la sectiunea User Generated Content pentru TPU.ro[80]

- Webstock Awards 2010 - 3 premii I pentru social media app (Inna Twitter App), utility (Zelist Monitor) si site de travel (Plimbarescu.ro)[81]

Cu Geeks for Democracy
- PR Award 2017  - Golden Award for Excellence pentru campanie non-profit: Fiecare Vot Conteaza
- Gala Societății Civile 2017 - Premiul I la secțiunea Participare Civică: Fiecare Vot Conteaza[82]
- Gala Societății Civile 2018 - Premiul I la secțiunea Inițiative Civice: Fondul pentru Democrație[83]

În nume personal
- CeRe - Gala Premiilor Participării Publice 2017 - Premiul Special (Teniț@ and Friends for Democracy)[84] [85]
- PR Award Romania 2017 - Comunicatorul anului (ex aequo cu Vlad Voiculescu) [86]
- US State Department IVLP Alumnus 2018 [87]
- Eisenhower Fellowships - Global Fellow 2020[1] [2]

## Publicații
- Pierdut in timp de Stephen Baxter, Editura Nemira, 1999, ISBN 973-569-396-8, traducere din limba engleza de Cătălin Teniță
- Corabiile timpului de Stephen Baxter, Editura Nemira, 2001, ISBN 973-569-428-X, traducere din limba engleza de Cătălin Teniță
- Enciclopedia virtuală I. L. Caragiale [Compact Disc] / editori: Remus Cernea, Gabriela Bagrinovschi si Cătălin Teniță  filmari si ed. digitala Danut Dumitrascu ; consultant de specialitate Liviu Papadima. - Bucuresti : Societatea Culturala Noesis, [2002]. - 1 disc optic multimedia ; 12 cm
- Constantin Brâncuși - Enciclopedie virtuală: [e-books, fotografii, filme] = Virtual encyclopaedia: [e-books, photos, movies] / editori Remus Cernea, Gabriela Bagrinovschi și Cătălin Teniță; consultant Barbu Brezianu. Bucuresti : Societatea Culturala Noesis, [2003] - 2 discuri optic multimedia ; 12 cm
- Enciclopedia virtuală Nichita Stănescu / ed. îngrijita de Alexandru Condeescu ; editori: Remus Cernea, Gabriela Bagrinovschi si Cătălin Teniță - Bucuresti : Muzeul Literaturii Române si Societatea Culturala Noesis, [2004]. - 1 disc optic multimedia ; 12 cm [88]
- The Golden Book of Romanian Public Relations - 15 ani de practica si reperele unei industrii, editor Dana Oancea, Forum for International Communications, Bucuresti, 2017, ISBN: 978-973-0-25583-6, pag 148-151, “În căutarea relevanței PR-ului în epoca social media”
- Regii nisipurilor - George R.R. Martin, Editura Nemira, 2010, ISBN 978-606-579-003-2, traducerea nuveletei "Calea Crucii si a Dragonului"
- Vă Vedem - Ramona Ursu, Editura Humanitas, 2018, ISBN: 978-973-50-6133-3, “Cine sunt tefeliștii. Și de ce le este lor frica”, pag 181-184
- Statul Paralel - Ramona Ursu, Editura Humanitas, 2019, ISBN: 978-973-50-6609-3 . “Statul paralel al vrajitorilor, zeilor si sobolanilor”, pag. 127-129
- "Povestind cu Ursula" - Cătălin Teniță, Scena 9, 2018, https://www.scena9.ro/article/povestind-cu-ursula
- Wilson Quarterly, Winter 2020: - The Step by step Revolution https://www.wilsonquarterly.com/quarterly/the-power-of-protest/the-step-by-step-revolution/